# Uganda nos Jogos Olímpicos de Verão de 1992
Uganda competiu nos Jogos Olímpicos de Verão de 1992 em Barcelona, Espanha.

## Resultados por Evento

### Atletismo
100m masculino
- Joel Otim
  - Eliminatória — 10.94 (→ não avançou)

Maratona masculina
- Michael Lopeyok — 2:42.54 (→ 82º lugar)

800m masculino
- Edith Nakiyingi
  - Eliminatória — 2:03.55 (→ não avançou)